# Högfjällets dotter
Högfjällets dotter är en svensk dramafilm  från 1914 i regi av Victor Sjöström.

## Handling
En ung läkare hittas medvetslös av en same som för honom till samebyn där han förälskar sig i Waina och hon i honom. Läkarens kamrater hittar honom och för honom till hemstaden där han får en tjänst som underläkare. Han glömmer Waina och förälskar sig i en sjuksköterska. Vad han inte vet är att Waina fött hans barn och blivit utstött av familjen. Hon söker sig till staden för att upptäcka att läkaren glömt henne. Hon tillbringar natten på ett bygge, men faller och skadar sig. På sjukhuset blir det den unge läkaren som får ta hand om henne, hans nya fästmö uppdagar förhållandet och bryter deras förlovning. Läkarens skyldighet blir nu att ta hand om Waina och barnet, han lovar henne att de ska resa till fjällen för att hämta barnet och sedan tillbaka till staden där hon ska bli hans hustru.

## Om filmen
Filmen premiärvisades 13 november 1914 på biograf Röda Kvarn i Auditorium Stockholm. 
Inspelningen skedde vid Svenska Biografteaterns ateljé i Lidingö med några scener filmade från fjälltrakterna kring Åre och Östersund av Henrik Jaenzon. Förutom till de nordiska länderna exporterades den till en rad länder bland annat Nederländerna, Italien, Ryssland, Spanien, Tyskland, Turkiet, Österrike och Afrika.  Filmen eller dess manuskript finns ej bevarat men vid SVT finns en gammal SF-journal som visar hur filmexpeditionen i slädar beger sig till inspelningsplatsen utanför Åre. 

## Rollista (i urval)
- Victor Sjöström – Karl Werner, läkare
- Greta Almroth – Waina, lappflicka
- John Ekman – Nordman, hennes far
- Lili Bech – Sjuksköterska
- Arvid Englind
- William Larsson – Werners kamrater
- Jenny Tschernichin-Larsson – Werners mor